# Famille de Coriolis
Pour les articles homonymes, voir Coriolis.
La famille de Coriolis est une famille subsistante de la noblesse française. Elle est originaire de Provence. 

## Histoire
Les Coriolis étaient cultivateurs à Marcoux, près de Digne, à la fin du XVe siècle, puis ils s'installent à Aix-en-Provence. En 1554 ils acquièrent la noblesse par la charge de conseiller au Parlement d'Aix. 
Elle est l'une des familles les plus illustres de la noblesse de robe de Provence écrit Gustave Chaix d'Est-Ange. 
La seigneurie de Corbières est érigée en baronnie en 1627, en faveur de Laurent de Coriolis, dont le fils Honoré de Coriolis, baron de Corbières, épousa en 1622 Élisabeth de Villeneuve, fille unique de Pierre de Villeneuve, seigneur d'Espinouse, de la maison de Trans ; lequel fait donation de tous ses biens aux enfants mâles issus de cette union. C'est depuis cette époque que la branche aînée de la famille de Coriolis a ajouté à son nom celui de d'Espinouse.
La seigneurie de Limaye est érigée en baronnie en faveur de Jean-Louis de Coriolis par lettres patentes de 1646, et celle d'Espinouse en marquisat en faveur de Pierre de Coriolis, baron de Corbières, par lettres patentes de 1651. La famille de Coriolis possédait en outre le marquisat de Puimichel et le marquisat de Sainte-Jalle.
Ces titres de marquis se sont éteints en 1977, à la mort du dernier descendant de Pierre de Corlis, Ier marquis d'Espinouse. Les membres subsistants de la famille descendent en revanche des barons de Limaye et Charles Édouard, l'ainé de la famille porte le titre de baron, mais ces deux titres sont des titres de courtoisie.
La famille de Coriolis est membre de l'Association d'entraide de la noblesse française depuis 1956.

## Personnalités
- Charles Régis de Coriolis d'Espinouse (XVIIIe siècle), chef d'escadre
- Honoré-Gaspard de Coriolis (v. 1735-1824), ecclésiastique et juriste
- Gaspard-Gustave Coriolis (1792-1843), mathématicien et ingénieur

## Alliances
Les principales alliances de la famille de Coriolis sont : familles de Villeneuve-Trans, d'Astuard, Grimaldi, d'Oraison, de Fortia, de Piolenc, de Vintimille (comtes du Luc), de Vintimille (vicomtes de Marseille), de Grille, de la Tour-du-Pin-la-Charce-Montauban, de Montcalm, d'Estamps, de Boisgelin, etc.

## Demeures & châteaux
- Hôtel de Coriolis de Rousset

## Pour approfondir